# 이명호 (야구 선수)
이명호(1981년 2월 10일 ~ )은 KBO 리그 전 롯데 자이언츠의 선수이다.
고교시절 고교야구 이승엽이라 불리던 이명호는 2000년 2차 2순위 지명을 받아 삼성 라이온즈에 타자로 입단하였으며 2002년 4월 29일 롯데자이언츠로 2대 1 트레이드되어 폼이 좋다는 이유로 백인천 감독의 권유를 받아  투수로 전향 - 좌완언더를 시도하였으나   실패하였고 다시 타자로 전향하였지만 타격감을 잃어버렸던 터라 연이은 부진으로 끝내 방출되고 잠적하였는데 본인(이명호)의 롯데 이적 1년 전인 2001년에는 본인(이명호)이 들어갈 수 있을 외야수 자리에 조경환과 김대익 등이 자리 잡았던 터여서 롯데 이적과 함께 투수로 전향하기도 했다.